# Antonio Beristain Ipiña
Antonio Beristain Ipiña (Medina de Rioseco, 4 aprile 1924 – San Sebastián, 29 dicembre 2009) è stato un criminologo spagnolo.

## Biografia
Nato a Medina de Rioseco (Valladolid), ha lavorato nei Paesi Baschi. Finita la scuola superiore, ha deciso di entrare nell'Ordine dei Gesuiti e di preparare il suo noviziato. Poi iniziò ad insegnare presso l'Università di Deusto nel 1958 dove ha finito nel 1967. In seguito ha insegnato in varie università, Valladolid (1967-1968), Madrid (1968-1970) e Oviedo (1970-1973), fino alla Università dei Paesi Baschi dove ha diretto il Dipartimento di Diritto Penale della Facoltà di Giurisprudenza a San Sebastiano. Era professore emerito dell'Università degli Studi Data
Si specializzò in diverse materie su cui il diritto penale, la vittimologia, la criminologia, il diritto penitenziario e così via. Nelle università europee e americane (Friburgo, Parigi, ecc).
Nel 1976 ha fondato l'Istituto Basco di Criminologia condotto fino al 2000 e ne divenne Direttore Emerito. Tre anni più tardi ha fornito un valido contributo per la creazione della Legge Organica e la riforma del codice penale in Spagna negli anni ottanta. Nel 1980 è nominato Presidente del Consiglio del Centro Internazionale per la Ricerca sul Crimine e diventa un membro del Consiglio di Amministrazione della Società Internazionale di Criminologia.
Nel 1995 ha apportato alcune ulteriori modifiche al Codice penale della Spagna così come le riforme legislative nel 2000. Dal 2000 fino 2009 ha lavorato con le vittime dell'ETA. e ha criticato la Chiesa per il suo atteggiamento verso le vittime di questo gruppo di terroristi
Fu Presidente del Consiglio di Amministrazione del Centro Internazionale sulle Delinquenza e sulle relazioni sociali.
L'importanza della ricerca e dell'insegnamento del professor Ipiña Beristain, il suo lavoro, lo sviluppo multidisciplinare per i diritti umani e la nonviolenza, la prospettiva critica ma conciliante, il diritto penale e la criminologia tradizionale sociologica, con lo sforzo di armonizzare l'azione e la contemplazione, ha portato alla creazione di una scuola criminologica grande e prestigiosa, che ha fornito una proiezione speciale come un ponte tra l'Europa e l'America Latina, stabilendosi anche come riferimento nel settore vittimologico.
Recentemente sono state a lui intitolate le seguenti cattedre:
- Cátedra "Antonio Beristain" de Estudios sobre el Terrorismo y sus víctimas, Instituto de Derechos Humanos "Bartolomé de las Casas", Universidad Carlos III, Madrid (2006)
- Cátedra Internacional de Victimología "Antonio Beristain", Universidad de Murcia y Fundación Victimología, Murcia (2008)

## Riconoscimenti
- Doctor Honoris Causa por la Universidad de Pau y Países del Adour (Francia).
- Doctor Honoris Causa por la Universidad Nacional de Lomas de Zamora (Argentina).
- Premio Hermann Mannheim de Criminología Comparada (1993).
- Medalla al Mérito Social Penitenciario (1994).
- Medalla Félix Restrepo, S.J., de la Pontificia Universidad Javeriana (Colombia) (2001).
- Gran Cruz de la Orden de San Raimundo de Peñafort (2001)
- X Premio de Convivencia, de la Fundación Profesor Manuel Broseta (2002).
- II Premio Internacional Covite, otorgado por el Colectivo de Víctimas del Terrorismo en el País Vasco (2003).
- V Premio de la Fundación José Luis López de Lacalle (2005).
- Premio "Derechos Humanos 2005", del Consejo General de la Abogacía Española (2005).
- III Premio de Convivencia Cívica Catalana (2007).
- XIV Premio de la Fundación Gregorio Ordóñez (2009).

## Opere
- (1974) Medidas penales en Derecho contemporáneo. Teoría, legislación positiva y realización práctica, Reus, Madrid, 436 pp.
- (1977) Crisis del Derecho represivo (Orientaciones de organismos nacionales e internacionales), Edicusa, Madrid, 300 pp.
- (1979) Cuestiones penales y criminológicas, Reus, Madrid, 633 pp.
- (1980) Fuentes de Derecho Penal Vasco (Siglos XI XVI) (en colaboración), La Gran Enciclopedia Vasca, Bilbao, 446 pp.
- (1982) Estudios Vascos de Criminología (compilador), Mensajero, Bilbao, 930 pp.
- (1982) La pena retribución y las actuales concepciones criminológicas, Depalma, Buenos Aires, 178 pp.
- (1983) Estudio criminológico de sentencias en materia penal (en colaboración), Inst. de Criminología, Madrid, 184 pp.
- (1984) Desbideraketa, Bazterketa eta Gizarte Kontrola, Inst. Vasco de Administración Pública, Oñate, 140 pp.
- (1984) Reformas penales en el mundo de hoy (compilador), Edersa, Madrid, 406 pp.
- (1985) El delincuente en la democracia, Ed. Universidad, Buenos Aires.
- (1985) Ciencia Penal y Criminología, Tecnos, Madrid, 236 pp
- (1985) La droga en la sociedad actual y Nuevos horizontes en Criminología (compilador), CAP., San Sebastián, 406 pp.
- (1985) Problemas criminológicos, Inst. Nacional Ciencias Penales, México, 334 pp.
- (1988) Las víctimas del delito (compilador), Cuadernos de Extensión Universitaria, UPV/EHU, Bilbao, 160 pp.
- (1989) Cárcel de mujeres. Ayer y hoy de la mujer delincuente y víctima  (compilador), Mensajero, Bilbao, 226 pp.
- (1989) Criminología y dignidad humana (Diálogos), Depalma, Buenos Aires, 202 pp., (co autor), 2ª edición 1991; 3ª ed., 1997, Facultad de Ciencias Jurídicas, Pontificia Universidad Javeriana, Santafé de Bogotá.
- (1990) Victimología (compilador), VIII Cursos de Verano en San Sebastián, UPV/EHU, San Sebastián, 236 pp.
- (1990) Elogio criminológico de la locura erasmiana universitaria. Lo religioso en lo jurídico, Lección Inaugural del Curso Académico 1990 1991 de la Universidad del País Vasco, Bilbao, 72 pp.
- (1990) De Leyes penales y de Dios legislador (Alfa y Omega del control penal humano), Edersa, Madrid, 544 pp.
- (1990) La violencia ayer, hoy y mañana (compilador), Cuadernos de Extensión Universitaria, UPV/EHU, Bilbao,128 pp.
- (1991) Heriotz Zigorra, Colección Gero, Ediciones Mensajero, Bilbao, 144 pp.
- (1991) Eutanasia: Dignidad y muerte (y otros trabajos), Depalma, Buenos Aires, 172 pp.
- (1991) Ignacio de Loyola, Magister Artium en París 1528-1535 (Director: J. Caro Baroja; Compilador: A. Beristain), Kutxa Caja Gipuzkoa San Sebastián, San Sebastián, 752 pp.
- (1991) Los calabozos. Centros de detención municipales y de la Ertzaintza (en colaboración), Ed. Ararteko Universidad del País Vasco, Vitoria Gasteiz, 124 pp.
- (1991) Inseguridad y vida ciudadana (compilador), Cuadernos de Extensión Universitaria, UPV/EHU, Bilbao, 130 pp.
- (1991) Pío Baroja y el criminólogo. Eguzkilore. Cuaderno del Instituto Vasco de Criminología (compilador), núm. 4 extraordinario, San Sebastián, 246 pp.
- (1992) Investidura de Doctor Honoris Causa. Günther Kaiser, Rufus H. Ritchie (compilador), Universidad del País Vasco, San Sebastián, 162 pp.
- (1992) La Criminología frente al abuso de poder (compilador), IX Cursos de Verano II Cursos Europeos, Ed. Universidad del País Vasco, San Sebastián, 162 pp.
- (1993) Capellanías penitenciarias. Congreso Internacional de jesuitas y colaboradores (en colaboración), Instituto Vasco de Criminología, San Sebastián, 132 pp.
- (1993) Cárceles de mañana. Reforma penitenciaria en el tercer milenio (compilador), Instituto Vasco de Criminología, San Sebastián, 180 pp.
- (1994) Nueva Criminología desde el Derecho penal y la Victimología, Tirant lo Blanch, Valencia, 404 pp.
- (1996) Criminología, Victimología y cárceles, 2 tomos, Pontificia Universidad Javeriana, Santafé de Bogotá, 394 pp. (tomo I), 328 pp. (tomo II).
- (1996) Jóvenes infractores en el tercer milenio, Facultad de Derecho, Universidad de Guanajuato, México, 350 pp.
- (1996) Epistemología penal criminológica hacia la sanción reparadora (Narcotráfico y alternativas de la cárcel), Colección Archivo de Derecho penal, núm. 4, Universidad Autónoma de Sinaloa, México, 332 pp.
- (1998) De los delitos y de las penas desde el País Vasco, Dykinson, Madrid, 344 pp.
- (1998) Criminología y Victimología. Alternativas re-creadoras al Delito, Leyer, Santafé de Bogotá (Colombia), 324 pp.
- (1999) Futura Política Criminal en las Instituciones de Readaptación Social. (Los derechos humanos de las personas privadas de libertad), Secretaría de la Gobernación, México, 396 pp., Compilador, Francisco Galván González.
- (1999) Nuevas Soluciones Victimológicas, Centro de Estudios de Política Criminal y Ciencias Penales, México, 328 pp.
- (2000) Victimología. Nueve palabras clave, Tirant lo Blanch, Valencia, 622 pp.
- (2004) Protagonismo de las víctimas de hoy y mañana (Evolución en el campo jurídico penal, prisional y ético), Tirant lo Blanch, Valencia, 398 pp.
- (2005) De Dios legislador en el Derecho Penal, la Criminología y la Victimología, Porrúa, Universidad Iberoamericana, México, 280 pp.
- (2007) Derecho Penal, Criminología y Victimología, Juruá Editora, Curitiba (Brasil), 424 pp.
- (2007) Víctimas del terrorismo. Nueva justicia, sanción y ética, Tirant lo Blanch, Valencia, 320 pp.
- (2008) Transformación del Derecho Penal y la Criminología hacia la Victimología (Dignidad ético-mística de las macrovíctimas), Ara Editores, Lima (Perú), 302 pp.
- (2010) La dignidad de las macrovíctimas transforma la Justicia y la convivencia. (In tenebris, lux), Dykinson, Madrid, 338 pp. (Libro póstumo del Prof. Dr. Dr. h. c. Antonio Beristian Ipiña)